# المعيزلة
المعيزلة قرية من قرى محافظة بدر في منطقة المدينة المنورة في السعودية، تقع غرب المدينة المنورة